# Zamia boliviana
Zamia boliviana es una especie de planta criptógama en la familia Zamiaceae. 
Es endémica de Bolivia. 

## Etimología
Se basa en su endemismo en Bolivia. 

## Descripción
Tiene tallo subterráneo, tuberoso, de 3-11 cm de grosor; catáfilas de 1-2 cm de largo, y dos estípulas inconspicuas. 2-5-hojas de 3-7 dm de largo, con raquis y 10-40 folíolos opuestos a subopuestos, lineales lanceolados, de 12-27 cm x 5-15 mm, márgenes enteros, fuertemente revolutos, con 2-10 dientes en la 3ª hojuela superior. 
Los conos de polen usualmente solitarios, cilíndricos, delgados, pedunculados, pardos, de 5-15 mm x 6-8 mm, y el pedúnculo de 2-4 cm de largo. Conos de semillas oblongos, acuminados apicalmente, pedunculados, aordos, de 12-15 cm x 3-5 cm, y pedúnculo de 8-10 cm de largo. Las semillas con sarcotesta roja a naranja, ovoide, de 1-2 cm de largo. 

## Ecología
Se la halla solo en limitadas áreas del norte boliviano, crece en suelo arenoso, bien drenado.

## Fuente
- Donaldson, J.S. 2003.  Zamia boliviana.   2006 IUCN Lista Roja de Especies Amenazadas; bajado 24 de agosto de 2007